# ロドニー・キング
ロドニー・グレン・キング（Rodney Glen King, 1965年4月2日 - 2012年6月17日）は、ロサンゼルス暴動のきっかけとなる暴行事件で被害者となったアフリカ系アメリカ人の男性。

## ロドニー・キング事件
1991年3月3日、ロドニー・キングはロサンゼルス市内を運転中、スピード違反容疑で警察車両から停車を指示される。強盗罪で懲役刑を受けた後の仮釈放中だったキングは、再収監されることを恐れて逃亡。警察が追跡ののち強制停車させると、車から降りたキングを警官らが取り囲んで激しい暴行を加えた。
この警官らは、後に過剰対応の容疑で逮捕され起訴される。裁判で警官側は、キングが酒に酔っており指示に従わず、また警官の1人に対して反抗的な態度を取ったためと証言しているが、一方のキング側は一貫して無抵抗で指示に従ったと主張している。いずれにしても地面に倒れ込んだキングに警官が集団で加えた暴行は苛烈を極めた。キングはあごと鼻を砕かれたほか、脚と腕の重度骨折・眼球破裂などの重傷を負った。
この光景をたまたま近隣住民が撮影しており、全米のニュースとして取り上げられた。このころアメリカでは「警官による暴力」が黒人の死亡原因の第4位に上がるなど、人種対立が社会問題化していたためにこのニュースも黒人社会を中心に強い批判を浴びた。
暴行を加えた警官らは、約1年後に裁判で全面無罪の判決を受ける。この判決に激しく抗議する黒人らが警察署・裁判所などを襲撃し、ロサンゼルス暴動を引き起こす最大のきっかけとなった。

## 暴動以降
ロス暴動が発生したあと、ジェシー・ジャクソンなど黒人指導者が略奪の中止を訴え、また黒人と白人・アジア系らによる大規模な抗議デモが開かれるなど平和的解決の試みが続いた。こうした中、暴動発生から3日後にキングも暴行事件後はじめてTVカメラの前に姿を現し、沈静化を訴えた。こうした動きを経て、暴動は徐々に沈静化していった。
1992年に連邦大陪審は、4名の警察官に対して、市民的権利を侵害したとして起訴し、2名が有罪となった。
1994年にキングはロサンゼルス市を相手取って行った裁判を起こしているが、そこでキングは主張を一部認められ、ロサンゼルス市側からの損害賠償額は380万ドルに上った。
2011年のインタビューでは、かつて暴行を受けた白人警官を許すと発言した上で「自分も何度も許してもらったから」と語っている。2012年6月17日、自宅のプールの底に沈んでいるところを発見され、後に死亡が確認された。

## 私生活
起訴が取り下げられたケース、警察側とキング側の主張が食い違うケースも含む。
警察官による暴行事件と、ロサンゼルス暴動によるトラウマのため、ロドニー・キングは92年以降もアルコールと薬物依存に苦しみ、何度か事故を起こしている。
- 1991年3月 - ロドニー・キング事件。キングに対する容疑は取り下げられている。
- 1991年11月 - フロントガラスを限度を超えたスモークフィルムにしていたため路肩停止させられる。さらに無免許かつ登録期限切れの車輌を運転。起訴は取り下げ。
- 1992年7月 - 酩酊状態での運転により逮捕。起訴されず。
- 1993年8月 - 飲酒運転により壁に激突。アルコール依存症の治療と奉仕活動を命じられる。
- 1995年5月 - ペンシルベニア州を旅行中に呼気検査でアルコール反応が出て処分。
- 1995年7月 - 走行中に妻と口論になり、妻を高速道路上に降車させて走り去り起訴。一部のみ有罪。

## 遺産
ロドニー・キングは警察の残虐行為の象徴になったが、彼の家族は彼を「象徴ではなく人間」として記憶している。キングは警察に対する「憎悪や暴力を決して主張せず」「私たちは皆仲良くできる」と訴えた。彼はこれを彼の残りの人生の基礎にした。彼の死後、娘のロリ・キングはLAPDと協力して、警察とアフリカ系アメリカ人コミュニティの間に架け橋を築いてきた。彼女はまた、父親に代わって非営利団体、社会正義と人権のためのロドニーキング財団を設立した。

## ポップ・カルチャー
ロドニーキングの殴打事件とその余波は、TV映画『ライオット』（1997）を含むアートで頻繁に取り上げられてきた。映画『1992年4月29日（マイアミ）』ではサブライムの曲がフィーチャーされた。映画『アメリカン・ヒストリーX』（1998）では、エドワード・ノートンが率いる主題に関する広範な議論が引用された。2014年には『ワンマンプレイ・ロドニー・キング』が制作された。スパイク・リーは2017年にNetflix作品に関わった。2016年も『ウイルス：ロドニーキングから25年』が企画された。
スパイク・リーは、映画『マルコムX』（1992）にロドニーキング暴行事件のビデオの抜粋を含めた。モーガン・フリーマンとロリー・マクレアリーは、2018年にリリースされたロドニー・キングの生涯に関するドキュメンタリーを、Revelations Entertainmentを通じて制作した。